# Viktoria (odrůda jablek)
Viktoria (Malus domestica 'Viktoria') je ovocný strom, kultivar druhu jabloň domácí z čeledi růžovitých. Plody jsou řazeny mezi odrůdy zimních jablek, sklízí se v září, dozrává v listopadu, skladovatelné jsou do března. Odrůda je považována za rezistentní vůči některým chorobám.

## Historie

### Původ
Byla vyšlechtěna v ČR. Odrůda vznikla zkřížením odrůd 'Rubín' a křížence ÚEB 1725/6.

## Vlastnosti

### Růst
Růst odrůdy je střední. Koruna je spíše rozložitá. Řez je nezbytný, zejména letní řez.

## Plodnost
Plodí středně, průměrně a pravidelně.

## Plod
Plod je ploše kulatý, velký. Slupka hladká, žlutozelené zbarvení je překryté červenou barvou. Dužnina je nažloutlá se sladce navinulou chutí.

## Choroby a škůdci
Odrůda je rezistentní proti strupovitosti jabloní a vysoce odolná k padlí.
Nejlepší výsledky dosahuje v teplých a středních oblastech.

## Použití
Je vhodná ke skladování a přímému konzumu. Odrůdu lze použít do všech středních a teplých poloh. Přestože je růst odrůdy bujný, je doporučováno pěstování odrůdy ve tvarech jako zákrsky, čtvrtkmeny a štíhlé vřetena.